# Peter Zanner
Peter Zanner (* 19. Juli 1968 in Ulm) ist ein ehemaliger deutscher Leichtathlet, der sich auf das Gehen spezialisiert hatte.

## Karriere
Zanner begann beim FC Langenau und war ab 1988 bei LAC Quelle in Fürth.
Zanner gewann bei deutschen Meisterschaften keinen Einzeltitel. Bei den Deutschen Meisterschaften 1993 und 1998 wurde er Mannschaftsmeister im 20-km-Gehen. Im 50-km-Gehen war er von 1994 bis 1999 fünfmal Mannschaftsmeister.
Von 1990 bis 1998 trat Zanner neunmal im Nationaltrikot an. Bei den Weltmeisterschaften 1997 in Athen war Zanner beim 50-km-Gehen dabei und erreichte das Ziel als 24. und zweitbester Deutscher, Axel Noack ging auf den 16. Platz. Seine Bestleistung über 50 Kilometer hatte Zanner im April 1997 mit 3:54:17 in Poděbrady aufgestellt.